# Jean Sébédio

a Compétitions nationales et continentales officielles uniquement.

b Matchs officiels uniquement.
Jean Sebédio (ou Sebeidio) (dit Le Sultan du fait de sa participation à la guerre en Syrie) est un joueur français de rugby à XV, né le 12 décembre 1890 à Saint-Jean-de-Luz, mort le 12 juin 1951 à Saint-Jean-de-Luz , pilier polyvalent, seconde ligne ou troisième ligne du Stadoceste tarbais et de la sélection nationale.

## Biographie
Jean Sebédio naît le 12 décembre 1890 au 10 rue Saint-Jacques à Saint-Jean-de-Luz, au domicile de ses parents, Alexandre Sebédio qui exerce la profession de charpentier et Martine Dithurbide.

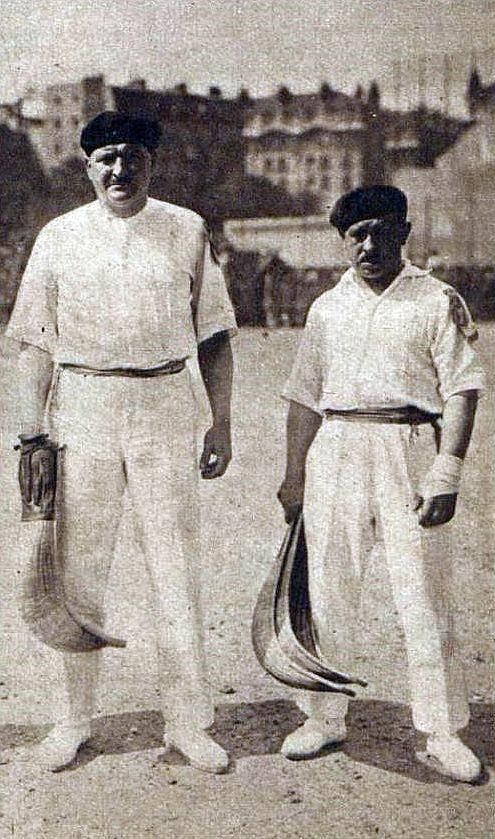
Chiquito de Cambo (G.) et Jean Sébédio (D.), en juin 1929.

Truculent athlète au corps massif, son palmarès eut été plus étoffé encore, sans l'interruption due à la Première Guerre mondiale. De par son caractère plein et entier, il fut même arrêté à Dublin en 1920, juste avant la 1re victoire française extérieure dans le tournoi des 5 nations, pour avoir osé entonner La Marseillaise et autres chants révolutionnaires dans un pub en compagnie de supporters indépendantistes irlandais sympathisants républicains et des internationaux français Marcel-Frédéric Lubin-Lebrère et Théophile Cambre !
Il débuta par la pelote basque, jusqu'à sa découverte du rugby naissant en 1908 jouant ainsi au club d'Hendaye durant 3 saisons, avant de rejoindre Tarbes en 1911, puis Nîmes en 1917, l'AS Béziers en 1918, et enfin Carcassonne en 1920 dont il devint l'entraîneur en 1923.
Son gendre Antoine Blain, international au XV (en 1934 (1)) et au XIII avant-guerre, dirigea la 1re tournée en Australie du XIII de France en 1951. Son petit-neveu Jean Blain, s'appliqua au XIII du côté de Perpignan, mais fut plus connu comme Président du Montpellier UC de 1962 à 1993. Son arrière-petit-neveu n'est autre que Philippe Blain qui après avoir commencé le rugby, poursuivit sa carrière sportive en tant qu'attaquant de l'équipe de France de volley-ball dont il devint ensuite l'entraineur.  
Jean Sébédio reste aussi dans la légende par la fameuse "Sébédio"... Cette phase d'entraînement nommée comme telle et pratiquée par les joueurs du RC Toulon dans les années 1970 à 90 consistait à pratiquer dans un tout petit périmètre. Les qualités de défense et de combat devenaient alors primordiales. Cette phase d'entrainement avait pour finalité de développer l'esprit guerrier du joueur toulonnais, et permettait par la même occasion de régler quelques contentieux de club... 
Il exerça dans le Midi le métier de transporteur camionneur.

## Palmarès

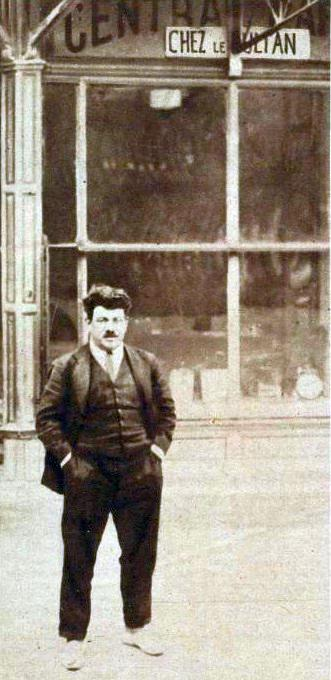
Jean Sébédio devant son garage 'Chez le Sultan', en 1929.

## Pelote basque
- Champion de France de pelote basque à chistera en 1911, associé à son jeune frère et à Pierre Etchebaster alors âgé de 18 ans[4]
- Champion de France à chistéra en 1920
- Champion de France de pelote basque en septembre 1921 avec Saint-Jean-de-Luz[5]

## Rugby
- Joueur :

- - 11 sélections en équipe de France, de 1913 à 1922
  - Participa à 5 éditions du Tournoi des Cinq Nations, en 1913, 1914, 1920, 1922 et 1923
  - 1er vainqueur d'un match international hors de France, en Irlande en 1920
  - Vice-champion de France avec Tarbes en 1914 (mais ne joua pas la finale)
  - Vice-champion de France avec l'US Carcassonne en 1925 (et capitaine)
  - Champion d'Armagnac-Bigorre en 1912 et 1913

- Entraîneur :

- - Vice-champion de France avec l'US Carcassonne en 1925
  - Vice-champion de France avec le FC Lézignan en 1929